# Ampefiloha
Ampefiloha est un quartier du 1er arrondissement d'Antananarivo, la capitale de Madagascar.

## Description
Situé à une altitude de 1 249 mètres, à l'ouest du lac Anosy, le quartier d’Ampefiloha à une superficie de 46 hectares.
Il est formé de deux grandes parties : la cité des logements sociaux et la zone administrative.
Ampefiloha est délimité par l’hôpital Ravoahangy Andrianavalona (HJRA), le pont de Manarintsoa, le Lycée Moderne Ampefiloha et l’hôtel Carlton.
En 2008, le quartier compte 5924 habitants dont une majeure partie est répartie dans 938 logements.
Selon les statistiques, un foyer abrite 5 à 6 personnes.
Ce quartier est très vaste surtout au niveau de la cité qui se subdivise en 5 secteurs : « Péda et Couloir », « Loup Gris », « Santos et Fianarantsoa », « Panthère Noire » et enfin « Kitana, Saint Etienne et Amerikanina ».
Ampefiloha a été créé en 1964. L’année prochaine, les habitants vont célébrer leur 45e année d’existence. Le quartier a été mis en place par la SEIMAD qui a remblayé le marécage pour y ériger la cité.
Les habitants qui y ont loué ou même acheté les logements étaient des fonctionnaires.
Les bâtiments administratifs tels les ministères, les locaux abritant le service des statistiques, le palais de la Justice, le service des domaines, de la topographie et de l’enregistrement ainsi que les locaux de la radio nationale Malgache et la Télévision Malagasy font encore partie du quartier d’Ampefiloha.
Au fil des années, Ampefiloha a subi d’importantes transformations. Les logements de la cité sont devenues des maisons à étages, des bâtiments comme le bâtiment ARO où l’on peut trouver de nombreux services, notamment une banque, une grande surface et des bureaux administratifs.
Comme chaque quartier, Ampefiloha connaît également un grand problème d’insécurité, surtout la nuit. Les maisons qui bordent le chemin de fer sont victimes de cambriolage et même d’actes de banditisme.

## Équipements du quartier
- Lycée français de Tananarive
- Télévision Malagasy